# Zámek Saché
Zámek Saché leží v obci Saché v departementu Indre-et-Loire, region Centre-Val de Loire, jihovýchodně od Tours, a patří k zámkům na Loiře. V roce 1932 byl zařazen mezi historické památky a od roku 1951 v něm sídlí muzeum Honoré de Balzaca.